# 葉亞來
葉亞來（1837年3月14日—1885年4月15日），本名德來，字桂軒，號茂蘭，原籍中國廣東惠陽，南洋客家人物，吉隆坡第三任甲必丹，是吉隆坡的開埠功臣。

## 早年
葉亞來出生於貧苦的佃農家庭。幼年時曾進入學塾讀書，僅兩年便因家貧而輟學。之後，葉亞來在家鄉替地主牧牛，編織竹器以幫補家計，但因當時清朝政府正和太平天国作戰，導致民不聊生，於是葉亞來選擇離開家鄉，下南洋去尋找生計。

## 下南洋初期
清朝咸豐四年（1854年），葉亞來跟隨同鄉從澳門乘船下南洋。剛開始時他來到馬六甲投靠族叔葉國馳，協助他養魚種菜，之後葉國馳安排他到榴莲洞加（Durian Tunggal）的一家锡矿工作。4个月后，因该锡矿生意欠佳，叶亚来被转介到附近的吉山镇（Kesang）的一家杂物店做伙計，店主叶五也是叶亚来的族叔。虽然叶亚来勤奋工作，但沉迷于赌博，使叶五对他很失望，叶五给了他100大元，把他遣回中国。可是，当船行驶到新加坡停泊时，他把钱赌光了，他觉得沒有脸目回去家乡，便继续留在马来亚工作。
1856年，他來到當時採礦業非常發達的芦骨，他在當地同鄉张忠經營的礦場當廚師，工作三年後存了一點積蓄之後，便自己做生意，包括販運豬隻和收購錫米，也開始接觸社會各階層人士。

## 成為甲必丹
1859年，葉亞來來到了双溪乌戎，他結識了當時双溪乌戎甲必丹盛明利的手下劉壬光和當地商界領袖葉致英，並受到他們的賞識。
1860年8月，双溪乌戎发生大屠杀惨案，当地两个马来集团因争夺华人锡矿稅收等利益发生冲突，而当地两大私会党华人帮派，即海山派和义兴派，也因本身利益而分别支持其中一方。在短短半年内，双方死伤惨重，华人在此事件死伤人数估计6000人，马来人也为数不少，这事件被称为双溪乌戎械斗。盛明利在败退时遭敌方所擒被杀，刘壬光和叶亚来也在战争中受伤。叶亚来协助将盛明利安葬在马六甲，并建庙供奉，尊称他为仙师爷。后来他又在吉隆坡和芙蓉等地多处兴建仙师爷庙记念盛明利。
1861年，24歲的葉亞來在繼盛明利、葉致英之後，被眾人推舉為芙蓉的第三任甲必丹，他虽然只在任一年，但双溪乌戎当时太平无事，这增强了他的声誉及地位。1862年，葉亞來在當時吉隆坡甲必丹劉壬光的邀請下來到了吉隆坡，以協助管理當地。當時的吉隆坡還是個人煙稀少的鄉村，後來在葉亞來等人的經營下開始蓬勃發展。1868年，劉壬光因年老体弱，葉亞來從他手中接過吉隆坡第三任甲必丹的棒子，并获得雪州苏丹和当地马来领袖的允许，這期間他也被稱為「吉隆坡王」。

## 雪蘭莪內戰
1866年吉隆坡爆發一場由雪蘭莪州王室諸侯間的內戰，葉亞來無可避免被捲入了這維持了8年的內戰。
1869年2月，嘉應州人張昌到达吉隆坡滋事捣乱，煽动当地嘉應州人反抗叶亚来，谋杀叶亚来好友叶四。对此，叶亚来率领一千人在万挠截获张昌之妻儿，但被张昌逃脱。
同时期，雪蘭莪州王室諸侯之間的內戰在巴生和彭亨打得如火如荼。巴生土著拉惹马哈迪在彭亨打了九个月的仗，后攻取了瓜拉雪兰莪，并自立关卡，征收税银，坐地称王。
1870年，張昌与马来民族英雄赛逸马梭携手合作，动用了2500名民兵，向吉隆坡进攻，叶亚来与曼特宁人的领袖也阿沙耳合作抗敌，成攻打败张昌的攻势。之后张昌再次和赛逸马梭率领1000名民兵来袭也同样失败告终，张昌死于第二次吉隆坡战役，赛逸马梭则逃到乌鲁雪兰莪。
叶亚来认为赛逸马梭是一大威胁，于是决定劳师远征，围攻赛逸马梭的坚强堡垒3个月，但还是不能取得决定性的胜利，双方进入了无限的拖拉战。1872年4月，叶亚来遭到同伴拉也阿沙耳背叛，同时雪兰莪军队也协助赛逸马梭，促成吉隆坡在同年8月陷落。
叶亚来和他的追隨者逃亡到巴生，向彭亨苏丹阿都拉（Raja Abdullah）求助。同时招募从中国募来的新兵，这些新兵多数是从太平天国招来的游勇散兵，个个都是战场老手。叶亚来也颁布奖励士兵的赏金条例，凡斩获敌军队长赏跟100大元、士兵赏10元，阵亡义士家属，可获恤金300大元，此例也提高了叶家军的士气不少。1873年3月，叶亚来一鼓作气发动攻势，成功把吉隆坡取回来，但战争并未就此结束，吉隆坡郊外立刻成为战场，叶家军在半山芭、间津、万挠、瓜拉古布，甚至在更远的丹绒马林继续作战。延至11月3日，叶家军攻克瓜拉雪兰莪，历时8年的内战才告终。
吉隆坡也於這第二階段的內戰中變為廢墟，當時內戰令葉亞來負逾10萬元的戰爭債務，加上經營的礦場積水，一度面臨破產。葉亞來向英商和新加坡、馬六甲華商借貸，以維持礦業生產，當時的借貸繳付高達18至20％的利息。

## 重建吉隆坡
1873年11月內戰結束後，葉亞來成為吉隆坡华侨侨領，並正式被雪蘭莪州蘇丹冊封為甲必丹。葉亞來開始召集中國移民重建吉隆坡、開發雪蘭莪州土地。他開設新礦場、修建道路，恢復社會生產。他也鼓勵馬來人遷到吉隆坡近郊，種植農作物。他開設了安老院，為貧苦無依的老人提供生活和醫藥的照顧。他更創辦了吉隆坡第一所華人私塾，教育華人子弟。1879年，葉亞來一躍成為吉隆坡首富，在全盛时期，他一共雇用5000名锡矿工人为他工作，成为拥有最多锡矿的商人。当时吉隆坡市内的土地，有三分之二也是属于他的，英国政府于1883年颁给他地契时，还特别允许他不必偿还地值。在1881年时，吉隆坡市曾遭火灾光顾，整个市镇化为瓦砾，叶亚来出资建立新屋，全部使用砖块砌造，使得市容为之一新，获得英国人的赞美及推崇。
然而這場內戰，英國政府開始干預雪蘭莪州的內政。英国人与雪兰莪成立条约，取得吉隆坡的行政权之后，叶亚来非但沒有反对，还把行政权力全部交出。对此，英国驻雪兰莪时任参政司瑞天咸撰稿颂赞叶亚来的成就和贡献。1885年4月15日，葉亞來在吉隆坡病逝，並葬於吉隆坡廣東義山。葉亞來去世后，吉隆坡甲必丹职位由叶家军的将领叶致英和叶观盛继承，但两人都沒有葉亞來的雄才奇略，其特权也逐渐被削减取消，之后吉隆坡再也沒有華人甲必丹的職位。

## 評價
英国驻雪兰莪时任参政司瑞天咸（后来的海峡殖民地总督）在1882年及1885年的政府报告中对叶亚来治理吉隆坡的贡献诸多肯定，赞其“执法如山，使吉隆坡及附近地区治安良好，未曾发生过一起严重罪案”。
1999年，第十五届世界客属恳亲大会在吉隆坡举行，当时马来西亚首相马哈迪·莫哈末为大会主持开幕时说，如果没有把客家人的事迹写入历史，没有把华人甲必丹的贡献纪录在案，吉隆坡的历史将不会完整。他还说，吉隆坡三位客家领袖，叶亚来、叶亚石及刘壬光，为吉隆坡的现代化发展建设奠下基础。

## 紀念
英国殖民政府為了紀念葉亞來的貢獻，特別將吉隆坡市中心葉亞來故居前的道路命名為“葉亞來街”（Yap Ah Loy Street），馬來西亞成立后改称“葉亞來路”（Jalan Yap Ah Loy），延续至今。

## 腳註
1. ↑  芙蓉市旧称
2. ↑  又称番薯阿四，中国广东省新会人，与第一任吉隆坡甲必丹丘秀一起到吉隆坡从事锡矿业，曾提拔过叶亚来，是叶的前辈与知交。后把锡矿业发展到关丹，并成为当地领袖
3. ↑  拉惹马哈迪（Raja Mahadi），巴生著名反抗英国殖民的马来土著，因反对英国人插手巴生事务和不满东姑古丁（Tenku Kudin）被委任为苏丹代理并对其发动战争。彭亨苏丹阿都沙末和东姑古丁合作对抗拉惹马哈迪，拉惹马哈迪之后被英国人成功逮捕，得到苏丹的赦免后被放逐到柔佛。
4. ↑  赛逸马梭，来自砂拉越的著名马来武士，因反抗砂拉越的殖民政府而被放逐到雪兰莪，在巴生内战时加入拉惹马哈迪一方，后与拉惹马哈迪向苏丹阿都沙末投降，并获得赦免